# Oranges and Lemons
Oranges and Lemons är en engelsk vaggvisa från mitten av 1700-talet som handlar om klockorna i sex kyrkor innanför, eller i närheten av Londons stadsmur. Den publicerades första gången i Tommy Thumb's Pretty Song Book år 1744.

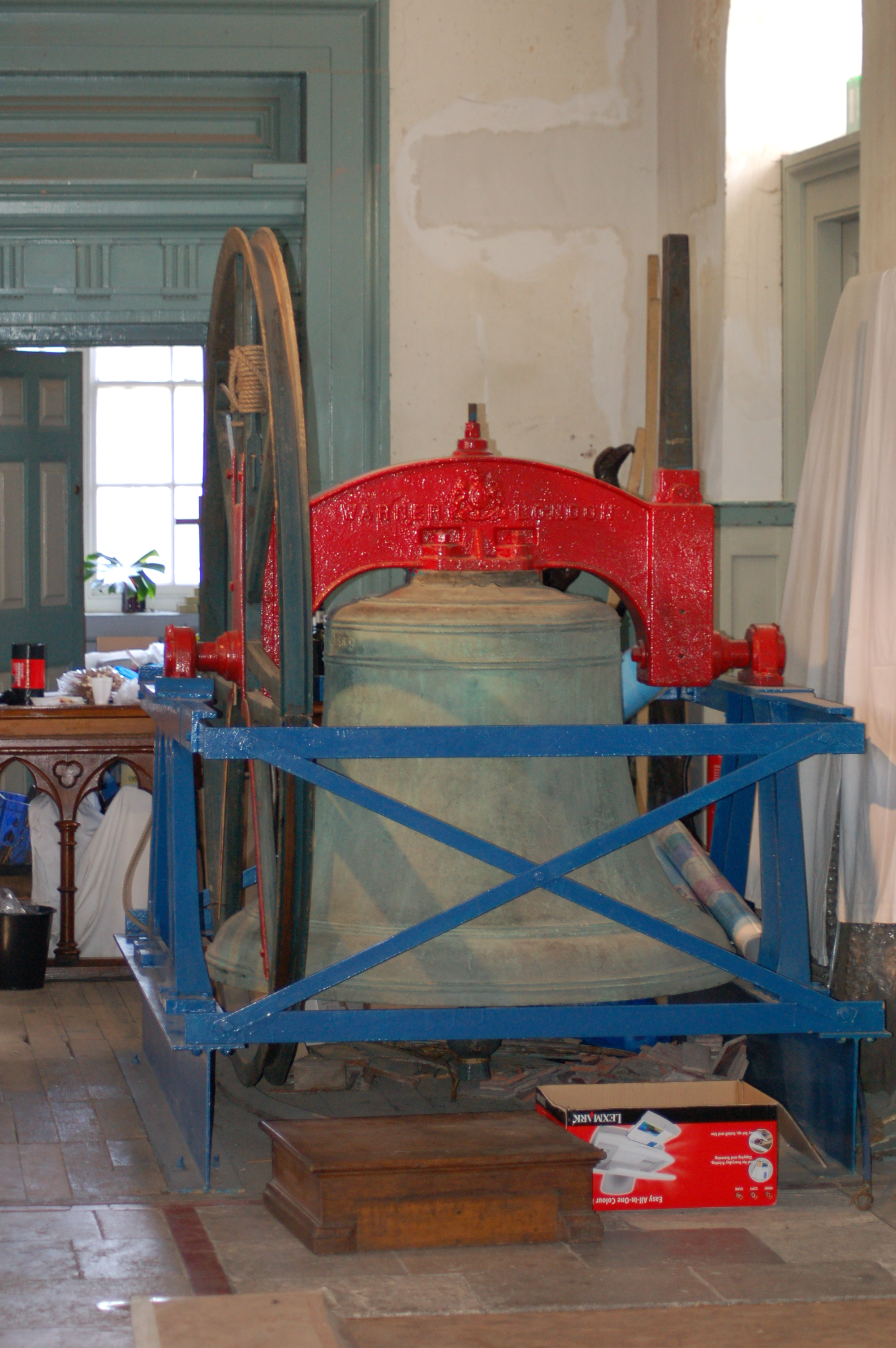
En av de 12 klockorna i St Leonard's, Shoreditch under renovering

Visan som är en dialog mellan en fordringsägare och en gäldenär finns i flera versioner, men den vanligaste idag är:

Oranges and lemons,

Say the bells of St Clement's

You owe me five farthings,

Say the bells of St. Martin's.

When will you pay me?

Say the bells at Old Bailey.

When I grow rich,

Say the bells at Shoreditch.

When will that be?

Say the bells of Stepney.

I do not know,

Says the great bell at Bow.

Here comes a candle to light you to bed,

And here comes a chopper to chop off your head!

Det är inte helt klart vilka kyrkor som visan hänvisar till, men dessa har föreslagits:
- St. Clement's är antingen St Clement Danes eller St Clement Eastcheap som båda två ligger i närheten av platsen där  citrusfrukterna landades.
- St. Martin's kan vara St Martin Orgar i centrala London eller St Martin-in-the-Fields nära Trafalgar Square.
- St Sepulchre-without-Newgate (mitt emot Old Bailey) ligger i närheten av gäldenärernas fängelse Fleet Prison.
- St Leonard's, Shoreditch som  ligger strax utanför stadsmuren.
- St Dunstan's, Stepney ligger också utanför stadsmuren.
- Bow är St Mary-le-Bow i Cheapside.

## Melodi
Melodin påminner om växelringning och den rings varje dag från klockorna i St Clement Danes.